# میسنوس

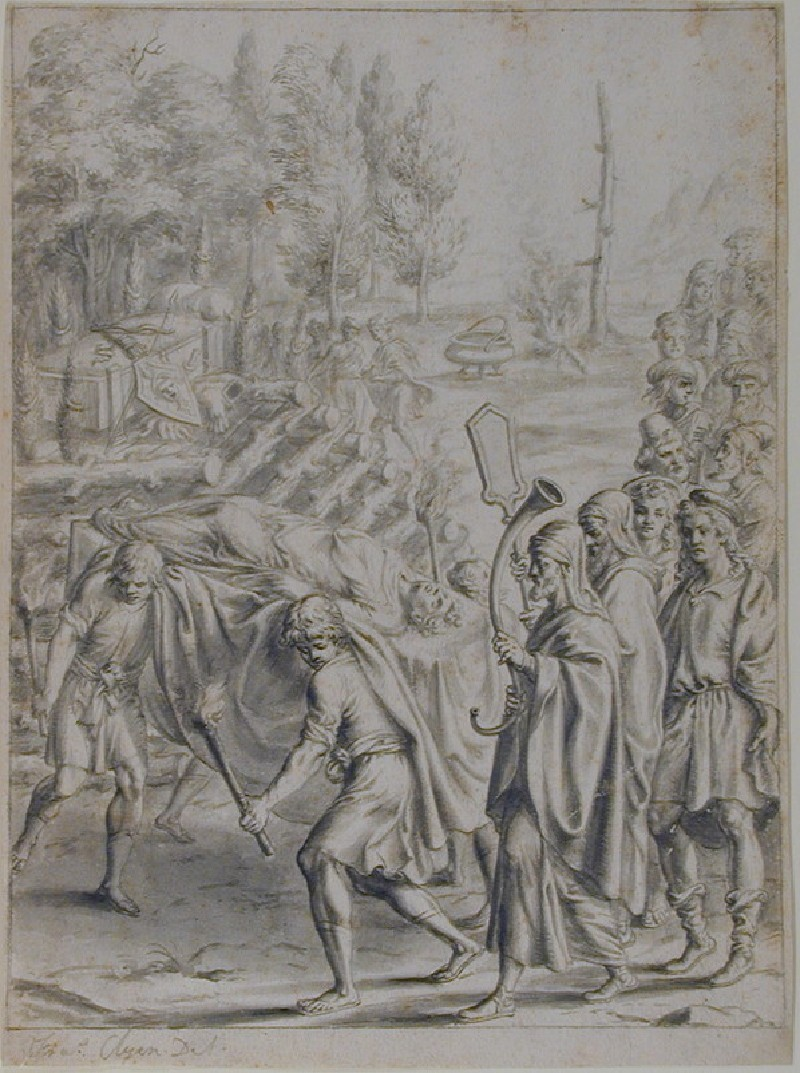
تشییع جنازه میسنوس (حدود ۱۶۵۳) اثر فرانسیس کلین

میسنوس (انگلیسی: Misenus) در اسطوره‌شناسی یونانی و اسطوره‌شناسی روم، نامی بود که به دو فرد نسبت داده می‌شد.
- میسنوس دوست اودیسئوس بود.
- میسنوس شخصیتی در شعر حماسی ویرژیل به نام انه‌اید بود. او برادر بازوی هکتور هکتور بود و پس از مرگ هکتور، شیپور زن آئنیاس بود.